# Josh O'Connor
Josh O'Connor (* 20. května 1990, Cheltenham, Spojené království) je anglický herec. Ztvárnil mladého prince Charlese v dramatickém seriálu Koruna (2019–2020) společnosti Netflix, za nějž získal cenu Emmy a Zlatý glóbus.

## Život a kariéra
Absolvoval divadelní školu britského divadla Bristol Old Vic Theatre School v anglickém Bristolu. Před kamerou se poprvé objevil ve svých jednadvaceti letech, v roce 2012 v britském seriálu Vraždy v Oxfordu. V roce 2015 hrál postavu Riche v životopisném filmovém dramatu The Program režiséra Stephena Frearse. V roce 2016 se ujal role Donaghyho ve filmu Božská Florence, kde hrál po boku Meryl Streepové a Hugh Granta. V roce 2017 si zahrál postavu Johnna Saxbyho, jednu z hlavních rolí ve filmu Na konci světa, za kterou obdržel britskou nezávislou filmovou cenu za nejlepší herecký výkon.
V divadle hrál v řadě inscenací společnosti Royal Shakespeare Company se sídlem v Stratfordu nad Avonou.

## Filmografie

### Film
| Rok           | Název                              | Role            | Poznámky          |
| ------------- | ---------------------------------- | --------------- | ----------------- |
| 2012          | The Eschatrilogy: Book of the Dead | Zombie          |                   |
| 2013          | The Magnificent Eleven             | Andy            |                   |
| 2014          | Hide and Seek                      | Max             |                   |
| 2014          | Klub výtržníků                     | Ed              |                   |
| 2015          | Bridgend                           | Jamie           |                   |
| 2015          | Popelka                            | strážník        |                   |
| 2015          | Holding on for a Good Time         | Charlie         | krátký film       |
| 2015          | The Program                        | Rich            |                   |
| 2016          | Božská Florence                    | Donaghy         |                   |
| 2017          | Na konci světa                     | Johnny Saxby    |                   |
| 2017          | Barva jeho vlasů                   | Peter           | dokumentární film |
| 2018          | Only You                           | Jake            |                   |
| 2019          | Propast mezi námi                  | Jamie           |                   |
| 2020          | Emma.                              | Mr. Elton       |                   |
| 2021          | Matky a jiné lásky                 | Paul Sheringham |                   |
| 2022          | Aisha                              | Conor Healy     |                   |
| 2023          | Challengers                        | Patrick         | postprodukce      |
| bude oznámeno | Lee                                | Antony Penrose  | postprodukce      |
| bude oznámeno | La Chimera                         | Arthur          | postprodukce      |
| bude oznámeno | Bonus Track                        | Jonno           | postprodukce      |
| bude oznámeno | The History of Sound               | David           | předprodukce      |

### Televize
| Rok       | Název                               | Role               | Poznámky                   |
| --------- | ----------------------------------- | ------------------ | -------------------------- |
| 2012      | Vraždy v Oxfordu                    | Charlie Stephenson | díl: „Plemeno zmijí“       |
| 2013      | Pán času                            | Piotr              | díl: „Studená válka“       |
| 2013      | Zákon a pořádek: Spojené království | Rob Fellows        | díl: „Dependent“           |
| 2013      | London Irish                        | James              | díl: „1.2“                 |
| 2014      | Gangy z Birminghamu                 | James              | 3 díly                     |
| 2014      | Ripper Street                       | PC Bobby Grace     | 8 dílů                     |
| 2015      | Otec Brown                          | Leo Beresford      | díl: „Amenhotepova kletba“ |
| 2016–2019 | Durrellovi                          | Lawrence Durrell   | 26 dílů                    |
| 2019      | Les Misérables                      | Marius Pontmercy   | 3 díly                     |
| 2019–2020 | Koruna                              | princ Charles      | hlavní role (3.–4. řada)   |
| 2021      | Romeo & Juliet                      | Romeo              | TV hra                     |

## Ocenění
- 2017: britská filmová cena za nejlepší herecký výkon British Independent Film Awards 2017.